# Mechanikai Laboratórium Híradástechnikai Kísérleti Vállalat
A Mechanikai Laboratórium Híradástechnikai kísérleti Vállalat (rövidítése: ML, rövid neve: Mechanikai Laboratórium, általánosan használt neve: Mechlabor) a szocialista Magyarország egyik, részben katonai, részben stúdiótechnikai berendezéseket gyártó állami vállalata volt.
Az eredetileg 18 főt foglalkoztató vállalatot 1947 körül az akkori Honvédelmi Minisztérium és a Belügyminisztérium alapította, hogy a testületeket az akkori embargó miatt nekik elérhetetlen korszerű, de hazai fejlesztésű és gyártású elektronikai berendezésekkel ellássák.
A rendszerváltás után, a ML által gyártott katonai berendezések piaca (volt szocialista és harmadik világbeli országok) nem bizonyult fizetőképesnek, ezért a vállalatot a rendszerváltó kormány felszámolta. A stúdiótechnikai ág sorsát pedig a digitális hang- és képtechnikai eszközök elterjedése pecsételte meg.

## Székhelye, telephelyei
A vállalat központja Budapest VII., Gorkij (ma: Városligeti) fasor 25–27. sz. alatt volt. Alagon (Dunakeszi), valamint Dunaföldvárott s végül 1972-től Pécsen is létesült gyáregysége, ahol a magnetofongyártás folyt. A dunakeszin működő 2. sz. gyáregység 1957 júliusában jött létre az addig vitorlázó repülőgépeket gyártó Alagi Központi Kísérleti Üzemnek (AKKÜ) a Mechlaborhoz csatolásával.

## A vállalat működésének jellemzői
A számítógépek korai használatba vétele, amivel lerövidítették a fejlesztés idejét. Öntvények megmunkálásához numerikus vezérlésű gépeket alkalmaztak. Volt a Laborban mini asztalosműhely, könnyűfémöntöde, homokfúvó-, lakatos-, hegesztő-, forgácsoló-, galvanizáló- és festőműhely, volt fröccsöntőgép, transzformátor-, mechanikus alkatrészgyártó és -szerelő műhely. A technológiát klímavizsgáló, foto-, és elektromos-, valamint mechanikai laboratóriumok támogatták.
Jól képzett szakembergárda, akik nem csak saját területükhöz értettek kiválóan, hanem a gyártmányok valamennyi szerkesztési, konstrukciós, technológiai, áramköri, de még esztétikai kérdéseihez is. Egyesek teljesítményét Kossuth-, és Állami Díjakkal, a céget pedig kitüntetések sokaságával ismerték el.[forrás?]

## A vállalat termékei

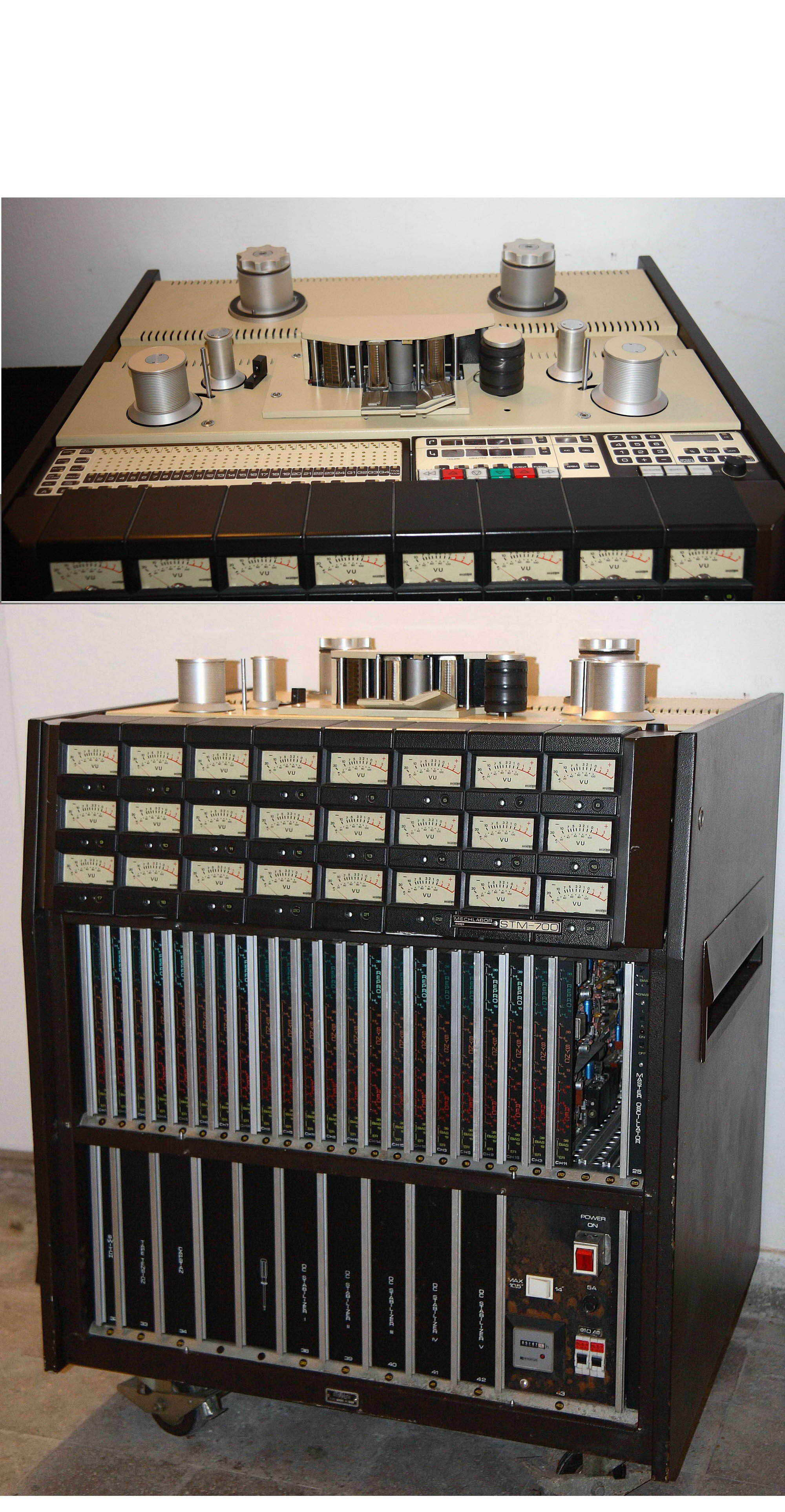
STM–700

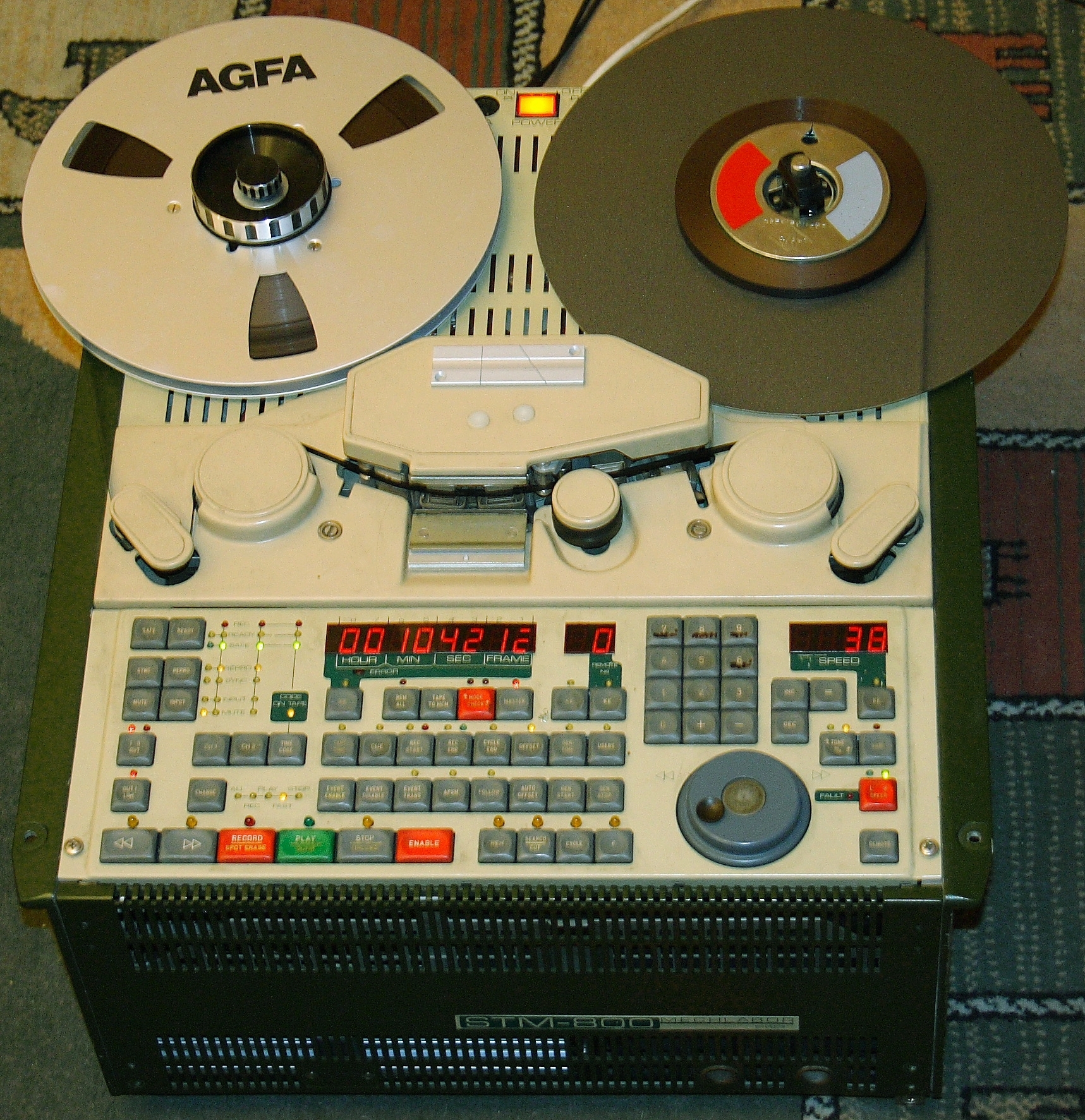
STM–850

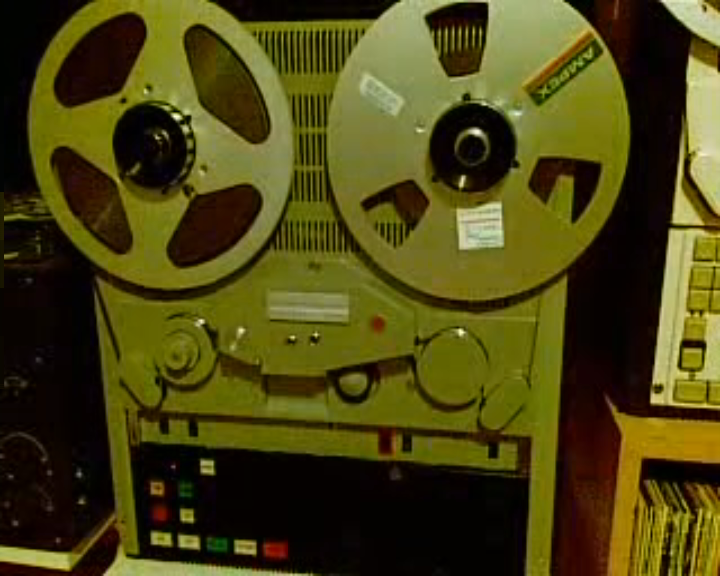
STM–90

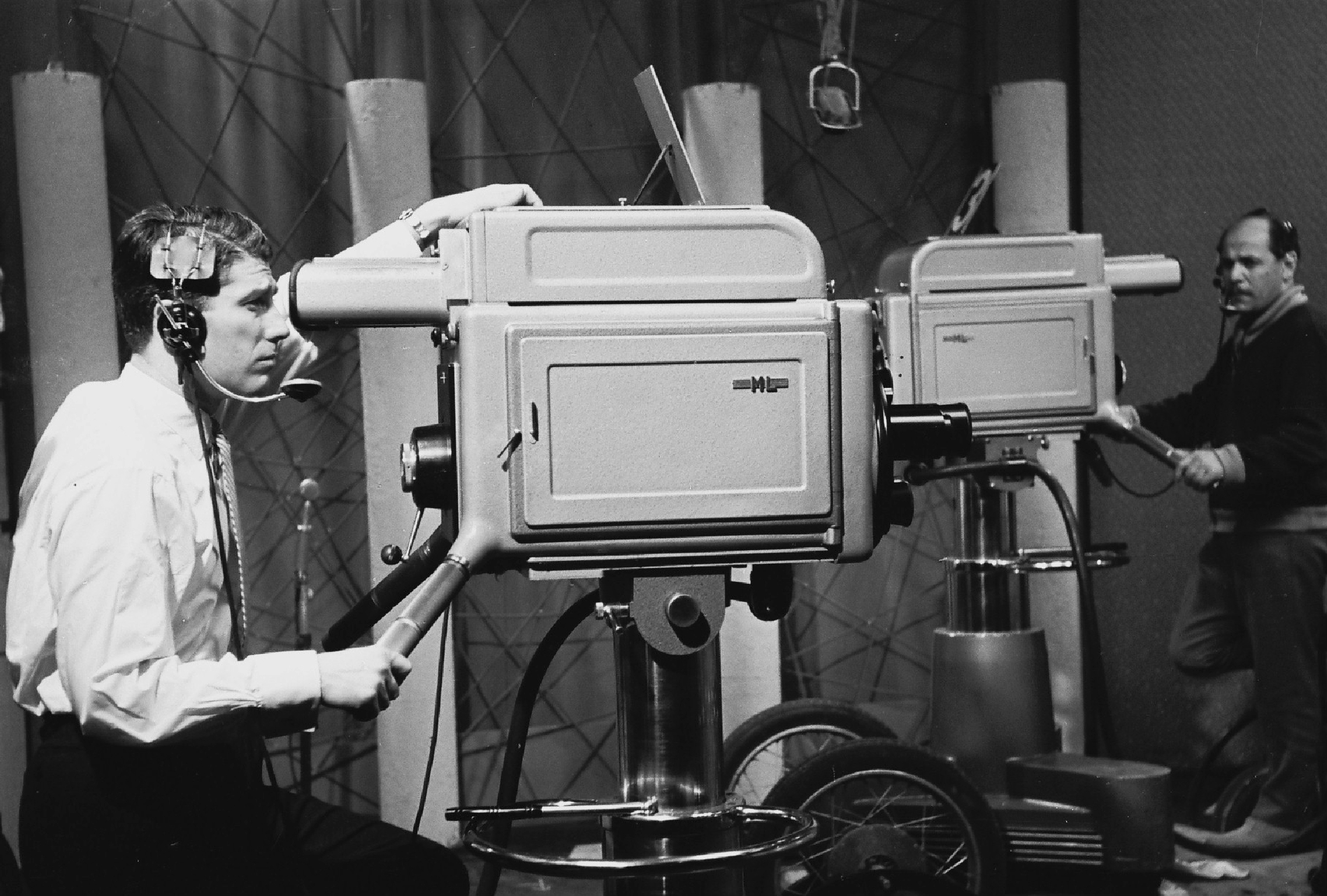
Tévékamera

### Katonairádióvevő-készülékek
Vevőberendezések képei és rövid leírásai ():
– Rövidhullámú – 30 MHz-ig:
- ML–213
- ML–400 1957-től
- ML–1250 1960-tól
- REV–251 1978-tól,

– Ultrarövid-hullámú – UHF 20–100 MHz és VHF 100–500 MHz:
- VU–21M 1967-től
- VU–32
- UP–3MA panorámavevő
- VREV
- UREV
- UREV–P panorámavevő
- VREV–P panorámavevő

– Iránymérő vevők
- R–1301 rövidhullámú távkeretes
- REV–22
- IU–60 ultrarövid, 20–100
- IU–70, 100–500

### Magnók
- ML EHR–11,  Archiválva 2016. március 4-i dátummal a Wayback Machine-ben

### Tv stúdióberendezések
- 8 csatornás fekete-fehér tv-stúdió 1957

### Stúdiómagnók
A Mechlabornak az évtizedek folyamán (1958–93) készült több ezer stúdiómagnója nem csak a Magyar Rádió, ill. Televízió szükségleteit fedezte. A készülékek nagy része a KGST-n belül talált gazdára. Európán kívül Ázsiába, Afrikába, s Kuba révén Amerikába is jutott belőlük.
A 200-astól kezdve elektromosan és mechanikusan is modulrendszerű készülékcsaládok monó (x00), sztereó (x10), pilot, később TC (x50), vágóasztal (x31) változatokban készültek. Szalagsebességük, az európai stúdiókban szokásos 19,05, ill. 38,1 cm/s.
- M6:  Archiválva 2016. március 4-i dátummal a Wayback Machine-ben
- STM–6J:  Archiválva 2017. április 7-i dátummal a Wayback Machine-ben
- STM–10:  Archiválva 2016. március 4-i dátummal a Wayback Machine-ben
- STM–100/STM–110: 1972.
- STM–200/STM–210/STM–224/STM–226/STM–250/STM–231 1966.
- STM–300/STM–301/STM–310 1974  Archiválva 2017. április 8-i dátummal a Wayback Machine-ben
- STM–4016: 0,6–19 cm/s
- STM–500/STM–510
- STM–600/STM–610/STM–650/STM–631
- STM–700: 1985, 8/16/24 sáv, varyspeed
- STM–800/STM–810/STM–812/STM–850: 1988, 4,7–76 cm/s, varyspeed /−50,+33%/
- STM–90 1992

Az STM–10 elektroncsöves, a 200-asok tranzisztoros, a 300-as sorozattól kezdve az újabbak részben integrált áramkörös elektronikával készültek.

A legsikeresebb, s egyben leggyakoribb típusok a 200-as és 600-as sorozat tagjai voltak. Ezekből több ezer darabos sorozatok készültek.
A megkésett megjelenésének, s a különleges felhasználási területnek köszönhetően a soksávos 700-asból lényegesen kevesebb hagyta el a gyárat.
A rendkívül nagy tudású, processzoros vezérlésű 800-as családból a kísérleti darabokon kívül csak párszor 10 darabos sorozatot gyártott a cég. A ML utolsó konstrukciója, az STM–90 már nem jutott el a gyártósorig. Csak pár Mintadarabja épült meg.
Típuscsaládon belül a mechanikai, s elektronikai részegységek nagyrészt cserélhetők. Ezek az egységek folyamatos fejlesztés alatt álltak, de a csereszabatosság fenntartására a konstruktőrök nagy figyelmet fordítottak. Van rá példa, hogy egy típuscsalád bizonyos egységei másik családba tartozó készülékbe is illeszkednek. Pl. a 600-as család mechanikai egységei (motoregységek, fejegység) a régebbi 200-as sorozatban is megállják a helyüket. A 300-as és 600-as sorozat hangfrekvenciás áramkörei azonosak. Csakúgy, mint a 700-asok és a 800-asok erősítői.

### Stúdiólemezjátszók
- SL–100: 1976
- SL–101: 1979
- SL–102: 1984

### Riportermagnók
- Riporter 5
- Riporter 6
- R–7